# Panjing
Panjing är en socken i sydöstra Kina. Den ligger i Shanghang härad i staden Longyan i provinsen Fujian, omkring 300 kilometer väster om provinshuvudstaden Fuzhou. Antalet invånare är 3 021. Befolkningen består av 1 589 kvinnor och 1 432 män. Barn under 15 år utgör 19,0 %, vuxna 15-64 år 62 %, och äldre över 65 år 18,0 %.